# Ріпківська волость
Ріпківська волость — історична адміністративно-територіальна одиниця Заславського повіту Волинської губернії з центром у селі Ріпки. Наприкінці ХІХ ст. волость було ліквідовано, поселення увійшли до складу Михнівської (Підлісці, Топори, Щурівці, Щурівчики) та Ізяславської (Зубарі, Ріпки) волостей.
Станом на 1886 рік складалася з 7 поселень, 7 сільських громад. Населення — 3961 особа (1920 чоловічої статі та 2041 — жіночої), 455 дворових господарств.
|                     | Площа, десятин | У тому числі орної, десятин |
| ------------------- | -------------- | --------------------------- |
| Сільських громад    | 5405           | 5039                        |
| Приватної власності | 1393           | 1118                        |
| Іншої власності     | 260            | 199                         |
| Загалом             | 7058           | 6356                        |

Основні поселення волості:
- Ріпки — колишнє власницьке село, 878 осіб, 100 дворів; волосне правління (11 верст від повітового міста), православна церква, каплиця, школа, постоялий будинок, 3 вітряки.
- Зубарі — колишнє власницьке село, 361 особа, 47 дворів, православна церква, постоялий будинок, вітряк.
- Пілісці — колишнє власницьке село, 392 особи, 60 дворів, православна церква, школа, постоялий будинок, 2 вітряки.
- Топори — колишнє власницьке село, 401 особа, 42 двори, православна церква, школа, постоялий будинок.
- Щурівці — колишнє власницьке село, 850 осіб, 111 дворів, православна церква, каплиця, школа, постоялий будинок.
- Щурівчики — колишнє власницьке село, 499 осіб, 64 двори, православна церква, постоялий будинок, вітряк.